# WWE Day 1
WWE Day 1 was een professioneel worstel-pay-per-view (PPV) en WWE Network evenement dat georganiseerd werd door de Amerikaanse worstelorganisatie WWE voor hun Raw en SmackDown brands. Het evenement vond plaats op 1 januari 2022 in het State Farm Arena in Atlanta, Georgia.

## Productie

### Achtergrond
Op 23 juli 2021, kondigde WWE aan dat er een evenement gehouden zou worden op nieuwjaarsdag op 1 januari 2022 in het State Farm Arena. Het State Farm Arena is de thuisbasis van de Atlanta Hawks van de National Basketball Association (NBA). Het evenement werd aangekondigd door Hawks-lid Trae Young. Op 24 augustus 2021 werd onthuld dat het evenement "Day 1" ging heten, omdat het plaatsvond op nieuwjaarsdag.
Het officiële themasong van het evenement is "Straightenin" van de hiphopgroep Migos. Op 10 december 2021, onthulde WWE dat Migos een speciale verschijning gaat maken bij het evenement.
Doordat Day 1 gepland stond voor 1 januari 2022, werd WWE geforceerd om hun jaarlijkse evenement TLC: Tables, Ladders & Chairs te annuleren dat gepland stond voor 19 december 2021. Dit mede, omdat WWE zich wou focussen op het evenement Day 1 na het evenement Survivor Series van afgelopen november 2021. Er zou twee weken tussen zitten tussen TLC en Day 1 gevolgd door het evenement Royal Rumble op 29 januari 2022.

### Verhaallijnen
In de aflevering van Raw op 29 november 2021 keerde Edge terug van een onderbreking, wat zijn eerste optreden was sinds de WWE Draft van 2021. Edge, die verwezen werd naar Raw, maakte toen een lijst van namen van potentiële tegenstanders waar hij nog niet mee had geworsteld. The Miz, samen met zijn vrouw Maryse, onderbrak, terwijl Miz ook terugkeerde van een pauze na het filmen van het 30e seizoen van Dancing with the Stars. Miz voelde zich niet gerespecteerd, omdat zijn terugkeer niet werd gepromoot zoals die van Edge en ook omdat hij niet op de lijst van potentiële tegenstanders van Edge stond. Na een verhitte verbale uitwisseling plaagde Miz tegen Edge, maar Miz weigerde en vertrok. De volgende week was Edge te gast op "Miz TV". Na nog een verhitte verbale uitwisseling tussen de twee, daagde Miz Edge uit voor een wedstrijd voor WWE Day 1 en Edge accepteerde.
Op 8 november 2021, aflevering van Raw, won Liv Morgan won een fatal 5-way-wedstrijd om een wedstrijd te krijgen voor het Raw Women's Championship tegen Becky Lynch. De wedstrijd vond plaats op 6 december 2021 op een aflevering van Raw, waar Lynch de titel behield door de touwen te gebruiken als hefboomwerking tijdens de pin. De week erna vierde Lynch haar overwinning en beledigde Morgan. Een woedende Morgan kwam toen naar buiten, berispte Lynch omdat zij vals speelde om te winnen en eiste een herkansingswedstrijd op Day 1. De twee vochten toen Lynch de arm van Morgan aanviel met behulp van stalen treden. Lynch accepteerde de uitdaging van Morgan.
Bij het evenement Crown Jewel, won Roman Reigns van Brock Lesnar en behield zijn Universal Championship met behulp van The Usos.  WWE Official Adam Pearce had Lesnar geschorst voor een onbepaalde tijd en legde nog een boete op van 1 miljoen dollar. Op aflevering van SmackDown op 26 november 2021, won Sami Zayn een Battle Royal-wedstijrd om de eerst volgende tegenstander te worden voor het Universal Championship. Onmiddellijk na de wedstrijd werd er onthuld dat Lesnar's schorsing opgeheven werd en de week er na zou terugkeren. In de aflevering dat Lesnar terugkeerde, overtuigde hij Zayn om tegen Reigns te vechten voor de titel. WWE official Sonya Deville maakte de wedstrijd officieel en dat de winnaar het Universal Championship moest verdedigen tegen Lesnar bij het evenement Day 1. Voordat de wedstrijd begon, viel Lesnar Zayn aan, waardoor Reigns een snelle overwinning had op Zayn. In de aflevering van 17 december 2021 op SmackDown, toen Reigns geloofde dat Paul Heyman verantwoordelijk was voor de terugkeer van Lesnar, omdat Heyman voorheen de advocaat was van Lesnar, ontsloeg Reigns Heyman als zijn speciale raadsman en Lesnar redde Heyman van een nederlaag van Reigns en The Usos. Op de dag van het evenement werd de wedstrijd echter afgelast omdat Reigns, die in een immuun gecompromitteerde staat verkeert na zijn eerdere gevechten met leukemie, positief testte op COVID-19, waarbij Lesnar in plaats daarvan werd toegevoegd aan Raw's WWE Championship-wedstrijd vanwege zijn status als een Free Agent.

## Matches
| Nr. | Match                                                                                   | Winnaar(s)                    | Opmerkingen                                                  | Bron   |
| --- | --------------------------------------------------------------------------------------- | ----------------------------- | ------------------------------------------------------------ | ------ |
| 1P  | Cesaro & Ricochet vs. Ridge Holland & Sheamus                                           | Cesaro & Ricochet             | Tag team match.                                              | [ 14 ] |
| 2   | The Usos (Jimmy & Jey Uso) (c) vs. The New Day (Kofi Kingston & King Woods)             | The Usos (Jimmy & Jey Uso)    | Tag team match voor het WWE SmackDown Tag Team Championship. | [ 14 ] |
| 3   | Drew McIntyre vs. Madcap Moss                                                           | Drew McIntyre                 | Een-op-een match.                                            | [ 14 ] |
| 4   | RK-Bro (Randy Orton & Riddle) (c) vs. The Street Profits (Angelo Dawkins & Montez Ford) | RK-Bro (Randy Orton & Riddle) | Tag team match voor het WWE Raw Tag Team Championship.       | [ 14 ] |
| 5   | Edge vs. The Miz                                                                        | Edge                          | Een-op-een match.                                            | [ 14 ] |
| 6   | Becky Lynch (c) vs. Liv Morgan                                                          | Becky Lynch                   | Een-op-een match voor het WWE Raw Women's Championship.      | [ 14 ] |
| 7   | Big E (c) vs. Seth Rollins vs. Kevin Owens vs. Bobby Lashley vs. Brock Lesnar           | Brock Lesnar (nc)             | Fatal five-way match voor het WWE Championship.              | [ 14 ] |